# Torre dell'orologio (Terranova Sappo Minulio)
La torre dell'orologio di Terranova Sappo Minulio (inizi del XX secolo) è un manufatto in mattoni "a vista", prodotti nell'antico e rinomato ceramediu (fabbrica di laterizi) di Terranova Sappo Minulio, una torre progettata dal geometra Antonino Pellicano Loschiavo di Radicena (antica denominazione di uno dei due centri - l'altro è Jatrinoli - i quali hanno dato origine all'attuale Taurianova: dal 1928 al 1946 nel "macrocomune" di Taurianova è stata compresa anche Terranova Sappo Minulio). 
È probabile che l'esistenza di una fabbrica di laterizi in paese abbia influenzato le scelte architettoniche del progettista, soprattutto per l'utilizzo dei materiali.

## Storia e descrizione
La torre viene completata ed inaugurata nel 1902, dopo importanti lavori di bonifica, di consolidamento e di livellamento della zona circostante. L'impresa che l'ha costruita è quella del "capo d'arte" Vito Mezzatesta, originario probabilmente di Molochio. Ingegnere collaudatore: Antonio Demaria di Palmi. L'ubicazione è nell'attuale Piazza XXIV Maggio (prima Largo Convento e poi Largo Principe Amedeo, dopo la morte del duca d'Aosta), con il prospetto orientato verso corso Roma, che è la via principale della cittadina.
Su uno dei lati della torre è collocato il bassorilievo-lapide, in stile liberty, in onore dei Caduti della prima guerra mondiale, opera dello scultore Ermanno Germanò, che ha lavorato a Roma nello studio di Ettore Ximenes e Mario Rutelli. 
L'opzione dell'area dove innalzare la torre dell'orologio terranovese è stata molto contestata, anche per difficoltà relative all'acquisizione del terreno sul quale farla sorgere: nel progetto iniziale, infatti, la torre doveva essere costruita alla fine del corso Roma (esattamente nel versante opposto e dirimpetto al luogo dove si trova), nella parte alta; quindi la scelta si è spostata verso la Piazza Duomo (attuale Piazza Cesare Battisti), a fianco della chiesa di Maria Santissima Assunta, dal lato del campanile. Alla fine ha prevalso la volontà di edificarla nell'area attuale, proprio a ridosso della SP1dir Taurianova-Santa Cristina d'Aspromonte, a poca distanza della chiesa del Santissimo Crocifisso.

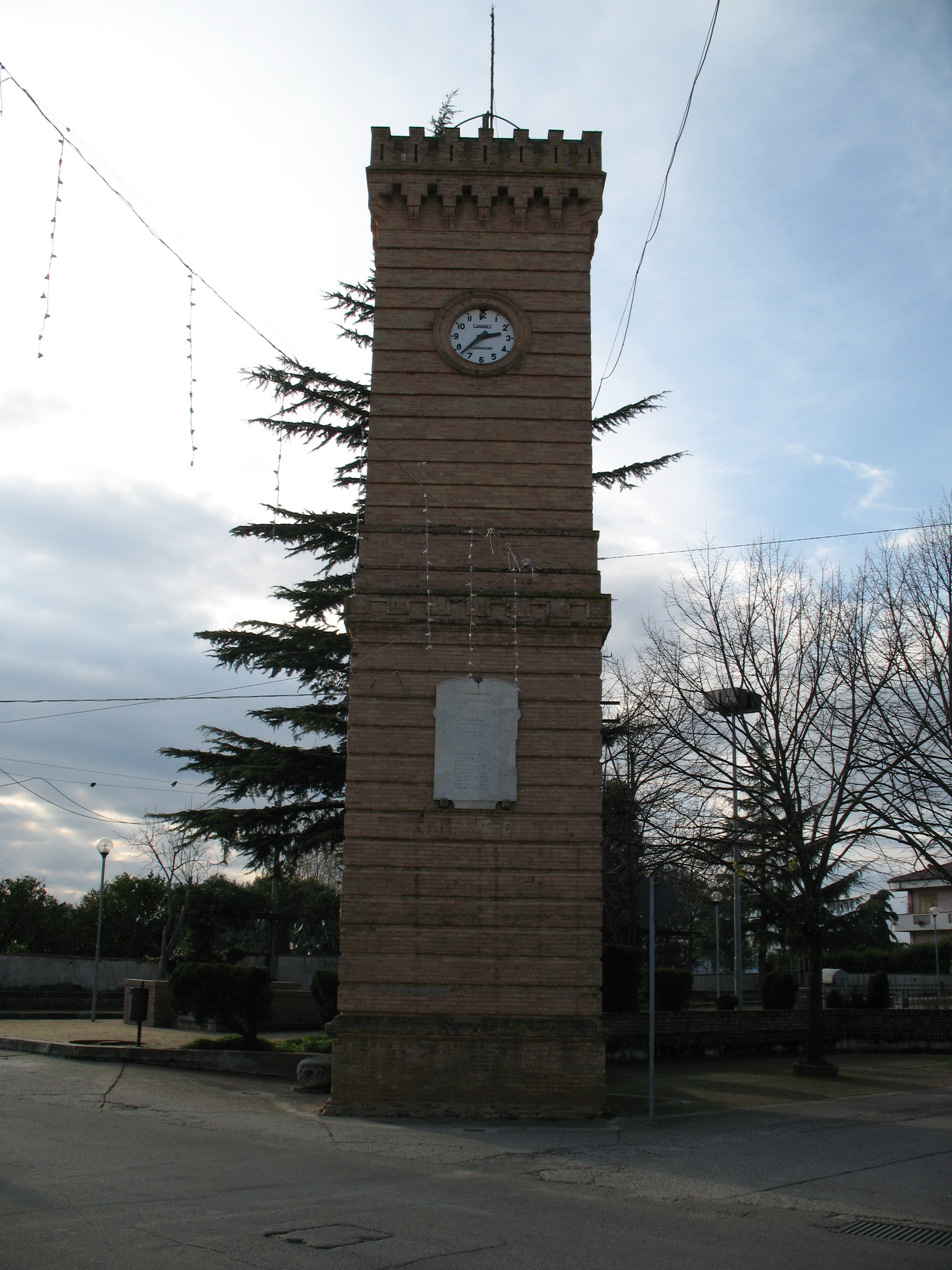
Altro lato della torre dell'orologio

La torre dell'orologio è stata costruita per delibera dell'amministrazione comunale guidata dal sindaco Antonio Cento di Carmelo. È stata dotata del "meccanismo dell'orologio" realizzato da una nota fabbrica specialistica del settore di Lagonegro.
Le campane per scandire le ore sono state acquistate, circa mezzo secolo dopo, per interessamento dell'amministrazione comunale guidata dal sindaco Raffaele Germanò.
Nei piccoli centri agricoli meridionali, la costruzione della torre dell'orologio non risponde soltanto a finalità architettonico-estetiche o urbanistiche, ma assolve ancor più a necessità di carattere pratico nel periodo di fine Ottocento ed inizi del Novecento (ad esempio, la ripartizione degli scoli della "pubblica fontana", la scansione dei tempi della giornata lavorativa nei campi, ecc.).
La torre dell'orologio di Terranova, "venne ad assumere (...) la funzione di 'elemento sociale' egalitario, 'visibile', unificante tra la zona altimetricamente medio-alta ed alta (...) e la zona periferica, socialmente meno evoluta, non ancora incrementata dallo sviluppo viario di collegamento con le località viciniori (..)", come scrive Agostino Formica in Storia di Terranova Sappo Minulio. Società, economia, politica: 1920-1928. La sommossa popolare del 1921. L'affaire Taurianova.